# Blanca Bardiera
Blanca Bardiera (Alcoià, c. 1540 - c. 1600) fou una camperola i mestressa de casa vinculada a la localitat de Volare de Genere i Sant Feliu de Llobregat que fou processada per bruixeria.
Blanca va néixer a localitat gascona de Volare de Generes, al bisbat de Coserans, segurament cap al primer terç del segle xvi. Molt possiblement arribà a Catalunya ja casada o aparellada de França amb Joan Bardier pels volts de 1560 i, com milers d'immigrants gascons i occitans, vingueren al Principat amb l'esperança de trobar pau, feina i una vida millor, fugint de les guerres de religió a França, la destrucció i la misèria de les seves terres d'origen. Sabem que almenys des de la verema de la tardor de 1578, Blanca feia de jornalera agrícola a Sant Feliu de Llobregat i Sant Just Desvern veremant, eixarcolant, fent bugada...
El 27 de novembre de 1578 s'inicià una inquisició oberta per les autoritats locals de Sant Feliu de Llobregat, senyoria de la Pia Almoina de la Seu de Barcelona, per una sèrie de rumors que circulaven de feia temps, amb acusacions de bruixeria contra Blanca.
Les declaracions dels primers testimonis motivaren que el dia 28 de novembre Blanca fos detinguda i empresonada a la torre de Sant Feliu, on va estar tancada mentre va durar el procés. Les acusacions es basaven en el fet que persones que havien tingut conflictes i discussions amb Blanca havien emmalaltit posteriorment, o havien vist com les seves criatures, abans sanes, morien pocs dies després que la dona els hagués tocat o fet una carícia. Segurament Blanca ja no era jove ni agraciada, sinó que era forastera i pobra, possiblement amb mal caràcter i amb un marit que sembla força absent. La concatenació de les desgràcies en una petita comunitat rural i la presència d'una personalitat a qui atribuir tot allò que era dolent, alimentaren la imaginació d'alguns vilatans.
L'acusada fou interrogada el 5 de desembre, però, a diferència de molts altres processos per acusacions de bruixeria, Blanca no va ser sotmesa a turment per arrencar-li una confessió, cosa que possiblement li salvà la vida. Aquell dia es feu públic el sumari del procés, les declaracions del qual fins aleshores havien estat secretes, i es concedí còpia i llicència a l'advocat i procurador de Blanca per a preparar la seva defensa.
L'advocat defensor va presentar uns articles que acreditaven la bona vida i la fama de la seva defensada, i dies després va poder reunir quatre testimonis que parlessin a favor de Blanca, dues dones de Sant Feliu i una de Sant Just Desvern, per ser de pobles veïns, i un home francès que la coneixia de vint anys enrere.
Atès que eren festes de Nadal, el 22 de desembre es decretà que Blanca fos treta de la presó i que quedés arrestada per la vila i terme de Sant Feliu. Això sí, sota l'avís que si reincidia tornaria a la presó el 10 de gener: la seva fiança es va fixar en 50 lliures.
El procés de Blanca es va tancar sense cap condemna, i és molt possible que passat un temps prudencial fugís discretament, ja que no tornà a aparèixer en cap document posterior.